# Jurij Bereza
Jurij Mikolajovič Bereza (ukr. Юрій Миколайович Береза; Saksaganj, 8. februar 1970) je ukrajinski političar, bivši komandant policijskog puka Dnjepar-1 i počasni predsednik FK Dnjepar-1. Bio je narodni poslanik u Vrhovnoj radi Ukrajine od 27. novembra 2014. do 24. jula 2019. godine kao predstavnik Narodnog fronta.